# ماري لويزا أرميت
ماري لويزا أرميت (بالإنجليزية: Mary Louisa Armitt)‏ (31 تموز 1851- 24 أيلول عام 1911) كانت انكليزية متعددة الجوانب الثقافية (موسوعيّة). كانت معلمة وكاتبة وعالمة طيور ومحبة للخير. كانت الممولة والمؤسسة لمكتبة أرميت في آمبيلسايد.

## الحياة
ولدت أرميت في سالفورد، لانكشاير، إنجلترا عام 1851. كانت واحدة من ثلاث بنات موهوبات ولدن لكل من وليم وماري آن أرميت (ني ويلي). الفتيات الثلاث جميعهن كتبن والتحقن بأكاديمية إزلنغتون هاوس، لكن كل واحدة منهن تخصصت في موضوع مختلف. هذه الأكاديمية كانت في سالفورد ودربت الناس على التدريب وفقاً لمبادئ بستالوتزي. صوفيا التي ولدت عام 1847اختصت في مجال علم النبات والفن بينما أختها الأصغر منها التي ولدت عام 1850 درست الأدب الإنكليزي. ماري -المعروفة بـ(لوي)- كانت الصغيرة والبارعة في الموسيقى والتاريخ الطبيعي. لقد درست في معهد الميكانيك في مانشستر حالما وصلت للسن المناسب.
الفتيات الثلاث كنّ مراهقات عندما توفي والدهن. تلقوا تعليماً جيداً لذلك أسسوا مدرسة في إكيلس في لانكشاير. كان الطفل الأكبر سناً في المدرسة في الرابعة عشرة، وكان أصغر من أرميت بسنة واحدة. قضت الفتيات الثلاث وقتهن الإضافي في حضور الحفلات والمعارض الفنية والمحاضرات. لقد كتبوا ورسموا وناقشوا التاريخ الطبيعي في الاجتماعات. كل من أرميت وصوفيا ناقشتا طموحهما مع جون روسكين، الذي شجع صوفيا على دراسة الفن لكنه أخير أرميت أن تكرس نفسها للنشاطات النسائية. لحسن الحظ تجاهلت أرميت في نهاية المطاف نصيحة جون روسكين وبدأت بإسهامات منتظمة في أخبار مدينة مانشستر عام 1877. سوعدت في دراستها من قبل منحة من كلية ترينيتي، كامبردج(مشكوك فيها- ناقش) وبكونها أصبحت قارئة في مكتبة بودليان في أكسفورد.
واحدة من المجالات البارزة لدى أرميت كانت الموسيقى. كتبت عدد من المقالات عن تاريخ الموسيقى وكانت ناقدة موسيقية لأخبار مدينة مانشستر.
في عام 1886 تقاعد أرميت وصوفي إلى هاوكشيد، بالقرب من مكان سكن آني بالفعل، واستمروا باهتماماتهم الثقافية والتحدث إلى الفنانين والكتّاب والتربويين مثل شارلوت ماسون وفرانسيس ارنولد. كان ماسون الذي يدير مدرسة للمربيات نشر مراجعة للوالدين وساهمت ماري بمقالات من أجل المراجعة. بحلول العام 1894 كانت آني أرملة وانتقلت للعيش مع شقيقاتها وكانت أرميت مريضة جداّ وتعاني مشاكل في القلب منعتها من السفر بعيداُ. خففت هذا من خلال الانضمام إلى مكتبة لندن. في عام 1897 نشرت كتاب «دراسات عن طيور ليكلاند»، الذي جمع مقالات من جريدة ويستمورلاند الرسمية.

## الموت والإرث
ماتت أرميت في ريدال عام 1911 و دفنت في آمبيلسايد. بحلول ذلك الوقت، تضمنت مكتبتها مجموعتين سابقتين يرجعان في تاريخهما إلى عامي 1828 و 1882. كان الأخير مكتبة جون روسكين في آمبيلسايد، وكان الأول عبارة عن مجموعة سابقة من نادي آمبيلسايد للكتاب، والذي كان ويليام وردزورث مشتركًا فيه. مكتبة أرميت افتتحت بشكل رسمي عام 1912. في 8 نوفمبر 1912، قرأ صديق أرميت، كانون هاردويك رونسلي، الذي كان من المقرر أن يشارك في تأسيس الصندوق الوطني، قصيدته في الاحتفال. تبدأ القصيدة:
كما هو الحال في بعض العزلة الداخلية قوقعة
لا تزال الهمسات اللطيفة من وطنها، العميق،
لذلك من العالم لكونه وراء كل النوم
حيث أرواح هاتان الشقيقتان السعيدتان تسكنان
«أرواح الشقيقتان السعيدتان» هما أرميت، التي توفت في العام السابق، وصوفيا، التي توفت عام 1908.
في عام 1912، تم نشر تاريخ أرميت في كنيسة جراسمير بعد وفاتها.
في عام 1916، أنهت ويلينغهام فرانكلين راونسلي تحرير مذكرات أرميت حول التاريخ المحلي، والتي كانت قد بحثت جزئيًا في قاعة ريدال.